# Ardisia niambiensis
Ardisia niambiensis är en viveväxtart som beskrevs av J. J. Pipoly och A. Cogollo P. Ardisia niambiensis ingår i släktet Ardisia och familjen viveväxter. Inga underarter finns listade i Catalogue of Life.